# Thiofentanil
Thiofentanil ist das 2-Thienyl-Analogon zum Carfentanil. Es wurde 1976 erstmals in der Literatur beschrieben. Thiofentanil ist ein hochpotentes Opioid mit einer etwas geringeren analgetischen Potenz als Carfentanil. Bei der Ratte (i.v., tail withdrawal) wurden folgende Werte bestimmt: 7159-8676-fache Morphinpotenz für Thiofentanil und 7682-10031-fache Morphinpotenz für Carfentanil (im direkten Vergleich).
Thiofentanil fand zunächst im Gegensatz zum Carfentanil wenig Interesse, wurde jedoch Anfang der 90er Jahre in China eingehender studiert, wobei es mit Etorphin verglichen wurde. Außerdem wurde das physische Suchtpotential bei chronischer Gabe untersucht.

## Eigenschaften
Thiofentanil zeigt ähnliche pharmakologische Eigenschaften wie Etorphin. Die analgetische Potenz bei der Maus (i.p., hot plate) beträgt das 3260fache von Morphin, das 22fache des Fentanyls und das 1,5fache von Etorphin. Die immobilisierende Potenz ist 2–3 mal höher als von Etorphin. Untersuchungen an Mäusen, Ratten und Affen ergaben, dass Thiofentanil unter analgetisch äquivalenten Dosen ein signifikant niedrigeres physisches Suchtpotential als Morphin besitzt. Bei Ratten wurde keine physische Abhängigkeit beobachtet, wenn Thiofentanil über einen Zeitraum von 72 h stündlich intravenös verabreicht wurde (72 mal i.v. über 3 Tage). Bei Affen waren nach chronischer Gabe über 5 Monate (20 Wochen) ebenfalls keine Anzeichen von körperlicher Abhängigkeit erkennbar.
Diesen Ergebnissen zufolge könnte Thiofentanil, ähnlich wie Dihydroetorphin, für die humane Schmerztherapie und die Entgiftung Opioidabhängiger bedeutsam sein. Um das Suchtpotential von Thiofentanil besser beurteilen zu können, sind allerdings weitere Studien erforderlich, insbesondere der direkte Vergleich mit dem isomeren 3-Thienyl-Analogon, Carfentanil, Sufentanil, und Dihydroetorphin. Studien mit Dihydroetorphin und Ohmefentanyl zeigten, dass das physische Suchtpotential von Opioiden nicht mit der analgetische Potenz und Wirksamkeit korrelieren muss.
Intensität des Abstinenzsyndroms nach chronischer Gabe von Thiofentanil im Vergleich zu Morphin und Saline:
| Substanz     | Intensität Entzugssyndrom |
| ------------ | ------------------------- |
| Morphin      | 25,33                     |
| Thiofentanil | 7,60                      |
| Saline       | 5,60                      |

## Sonstiges
Thiofentanil (R 31826) ist nicht zu verwechseln mit Thiafentanil und Thiofentanyl. Thiafentanil ist das analoge Methoxyacetamid (Methyl{1-[2-(2-thienyl)ethyl]-4-(N-phenyl-methoxyacetamido)piperidin-4-carboxylat}), während Thiofentanyl das entsprechende Fentanyl-Derivat (N-Phenyl-N-{1-[2-(2-thienyl)ethyl]piperidin-4-yl}propanamid) ist.
Das zum Thiofentanil isomere 3-Thienyl-Analogon (Methyl{1-[2-(3-thienyl)ethyl]-4-(N-phenylpropanamido)piperidin-4-carboxylat}) ist etwa 1,5 mal potenter als Thiofentanil und etwa 1,3 mal potenter als Carfentanil. Bei Mäusen (i.v. hot plate) war es 16.600 mal potenter als Morphin, Carfentanil zum Vergleich erzielte die 10.500-fache Morphinpotenz.